# آنا کمبل
آنا مانتگامری کمبل(انگلیسی: Anna Montgomery Campbell؛ ‏تلفظ نام‌خانوادگی: ‎/ˈkæmbəl/‎؛ ‏ ۱۹۹۱ – ۱۵ مارس ۲۰۱۸) معروف به هیلین قره‌چوخ (Hêlîn Qereçox) فمینیست، آنارشیست و فعال اجتماعی اهل بریتانیا بود. در جریان جنگ داخلی سوریه، کمپبل به یگان‌های مدافع زنان (YPJ) مناطق خودمختار کردنشین شمال و شرق سوریه یا روژاوا پیوست و در مداخله نظامی علیه داعش حضور فعال داشت. کمپبل سرانجام در جریان موشک باران نیروهای مسلح ترکیه علیه مواضع جنگجویان کرد در مارس ۲۰۱۸ در خلل عملیات نظامی ترکیه در عفرین کشته شد. مرگ او واکنش و محکومیت‌های زیادی را در جهان برانگیخت. بعد از مرگ وی در حمله موشکی ترکیه، یگان‌های مدافع خلق در بیانیه رسمی خود کمپبل را «شهید» خوانده و از او به عنوان «سمبل زنان در مبارزه علیه فاشیسم» یاد کرد.